# Protorthemis coronata
Protorthemis coronata är en trollsländeart som först beskrevs av Brauer 1866.  Protorthemis coronata ingår i släktet Protorthemis och familjen segeltrollsländor. Inga underarter finns listade i Catalogue of Life.